# خوان خوسه گالو
خوان خوسه گالو (اسپانیایی: Juan José Gallo‎; ۱۸ اکتبر ۱۹۲۴ – ۱۰ ژوئن ۲۰۰۳) بازیکن بسکتبال اهل شیلی بود. وی در بازی‌های المپیک تابستانی ۱۹۴۸ و ۱۹۵۲ شرکت کرده‌است.